# 평양팔경
평양팔경(平壤八景), 또는 기성팔경(箕城八景)은 평양의 유명한 여덟 가지 경치를 말한다.

## 내용
- 밀대상춘(密臺賞春) - 을밀대에서의 봄 경치
- 부벽완월(浮碧玩月) - 부벽루에서의 달 구경
- 영명심승(永明尋僧) - 영명사를 찾아드는 중들의 모습
- 보통송객(普通送客) - 보통강에서 나그네를 보내는 광경
- 거문범주(車門汎舟) - 거문(거피문, 평양 외성의 남문) 앞 대동강의 뱃놀이 광경
- 연당청우(蓮堂聽雨) - 애련당에서 듣는 빗소리
- 용산만취(龍山晩翠) - 용악산의 늦가을 푸르른 모습
- 마탄춘창(馬灘春漲) - 마탄(대동강 북쪽여울)의 물이 봄에 넘치는 모습

## 같이 보기
- 소상팔경
- 관동팔경
- 관서팔경
- 단양팔경
- 조선팔경